# Bryn Celli Ddu

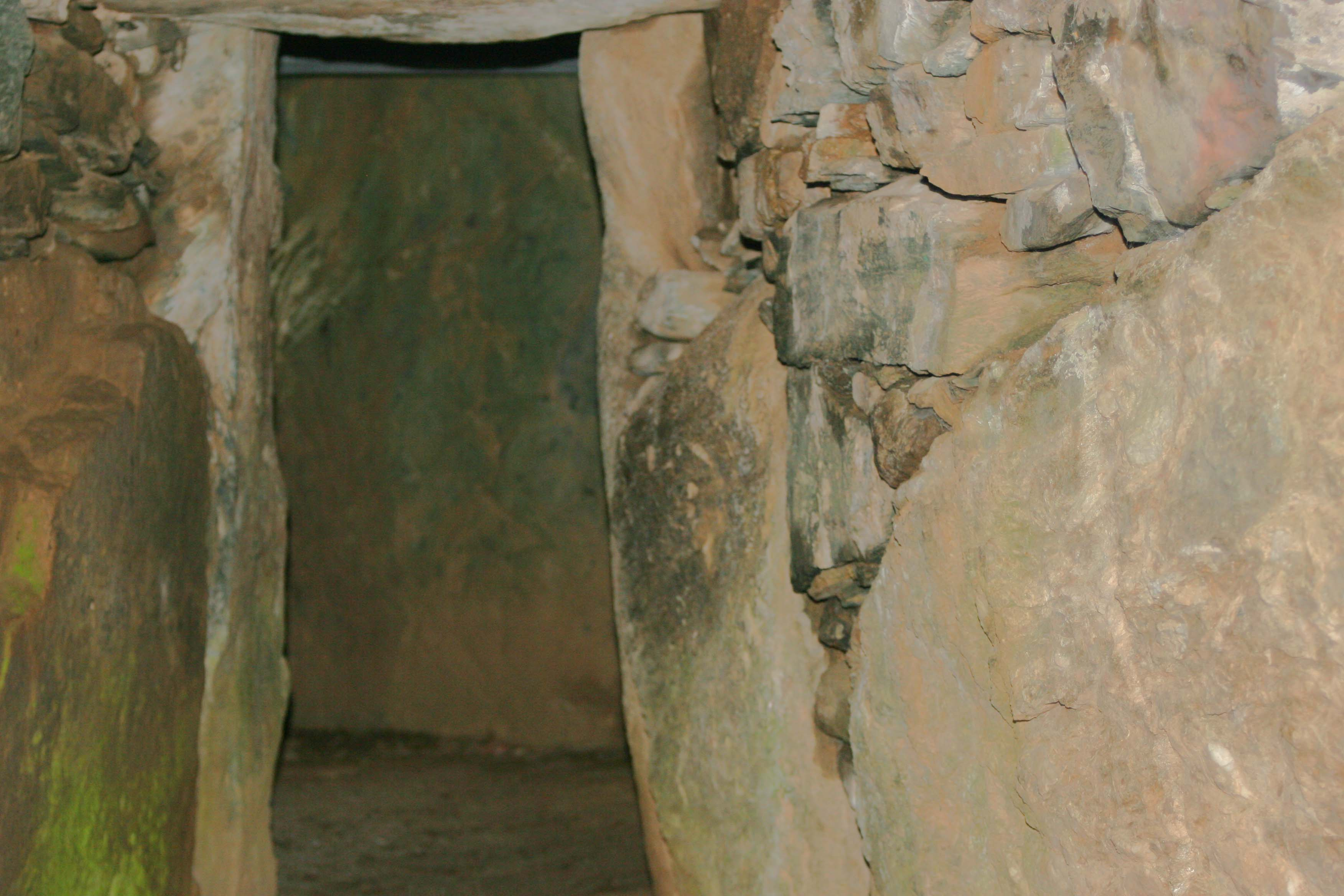

Bryn Celli Ddu és un lloc prehistòric en l'illa gal·lesa d'Anglesey, a prop de Llanddaniel Fab. Pot significar el túmul del bosc fosc o el túmul del bosc sagrat.
Fou saquejat en 1699. Les excavacions arqueològiques es varen desenvolupar diversos segles més tard, entre 1928 i 1929. El túmul actual fou agregat durant una restauració realitzada al segle xx.

## Història
Durant el Neolític l'àrea albergava un cromlec i un henge. A principis de l'edat del bronze les pedres foren remogudes per a construir una típica tomba de corredor en la part superior del centre del henge.
A l'interior de la cambra mortuòria es trobà una pedra amb dissenys d'espirals i serpentines esculpides en la seva superfície, la qual fou transportada a l'Amgueddfa Cymru (Museu Nacional de Gal·les) i reemplaçada amb una rèplica col·locada al costat de la porta principal.

## Relació amb els solsticis
Norman Lockyer, qui el 1906 publicà el primer estudi rigorós d'astronomia megalítica, ha senyalat que Bryn Celli Ddu marca el solstici d'estiu. Tot i que fou ridiculitzat, recents investigacions de Steve Burrow, responsable de la secció d'arqueologia neolítica del Museu Nacional ha indicat que la seva teoria era correcta.
L'aliniament uneix el lloc Bryn Celli Ddu amb una sèrie d'altres llocs, com Maeshowe i Newgrange, que per la seva part assenyalen el solstici d'hivern.

## Galeria

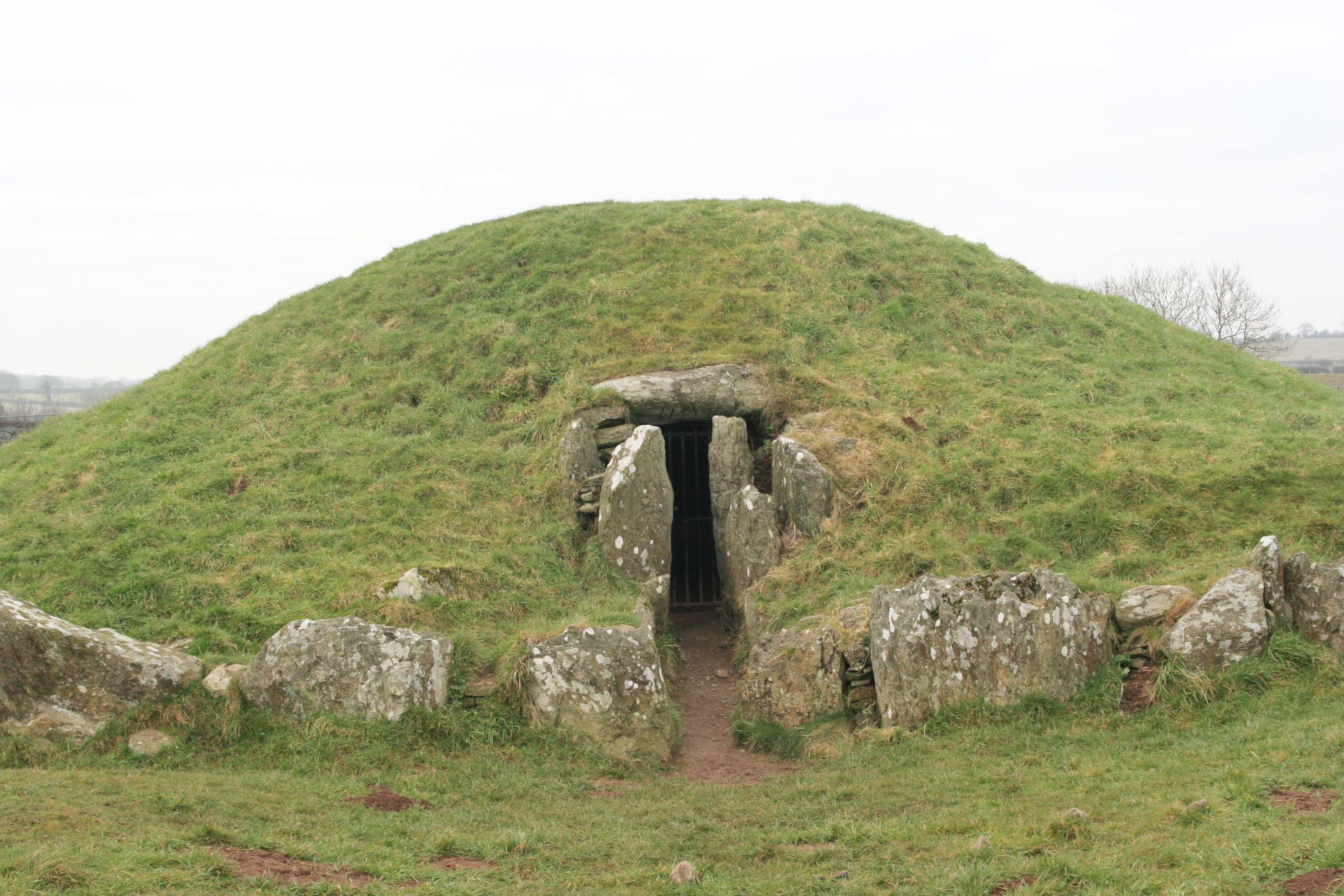
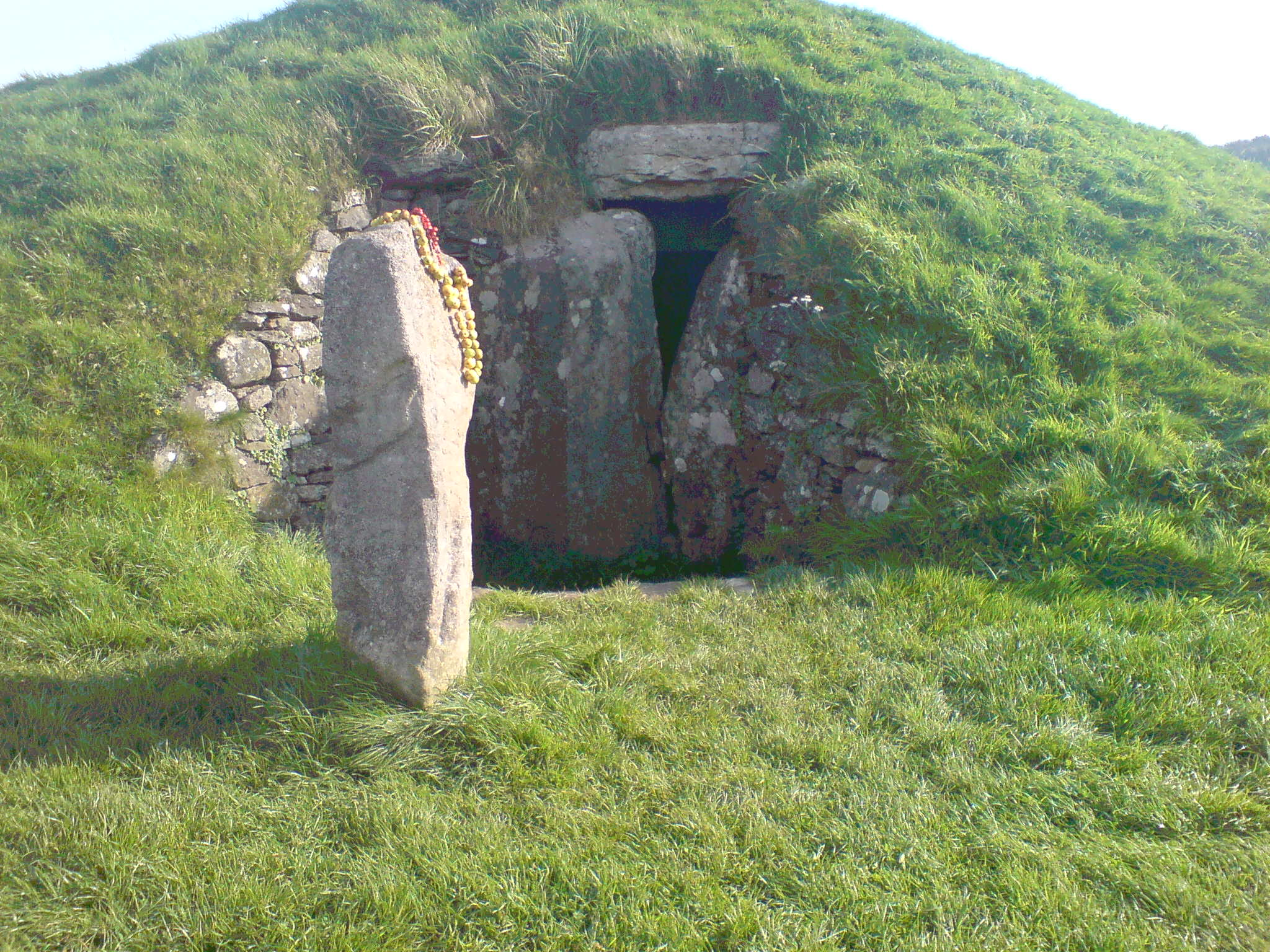
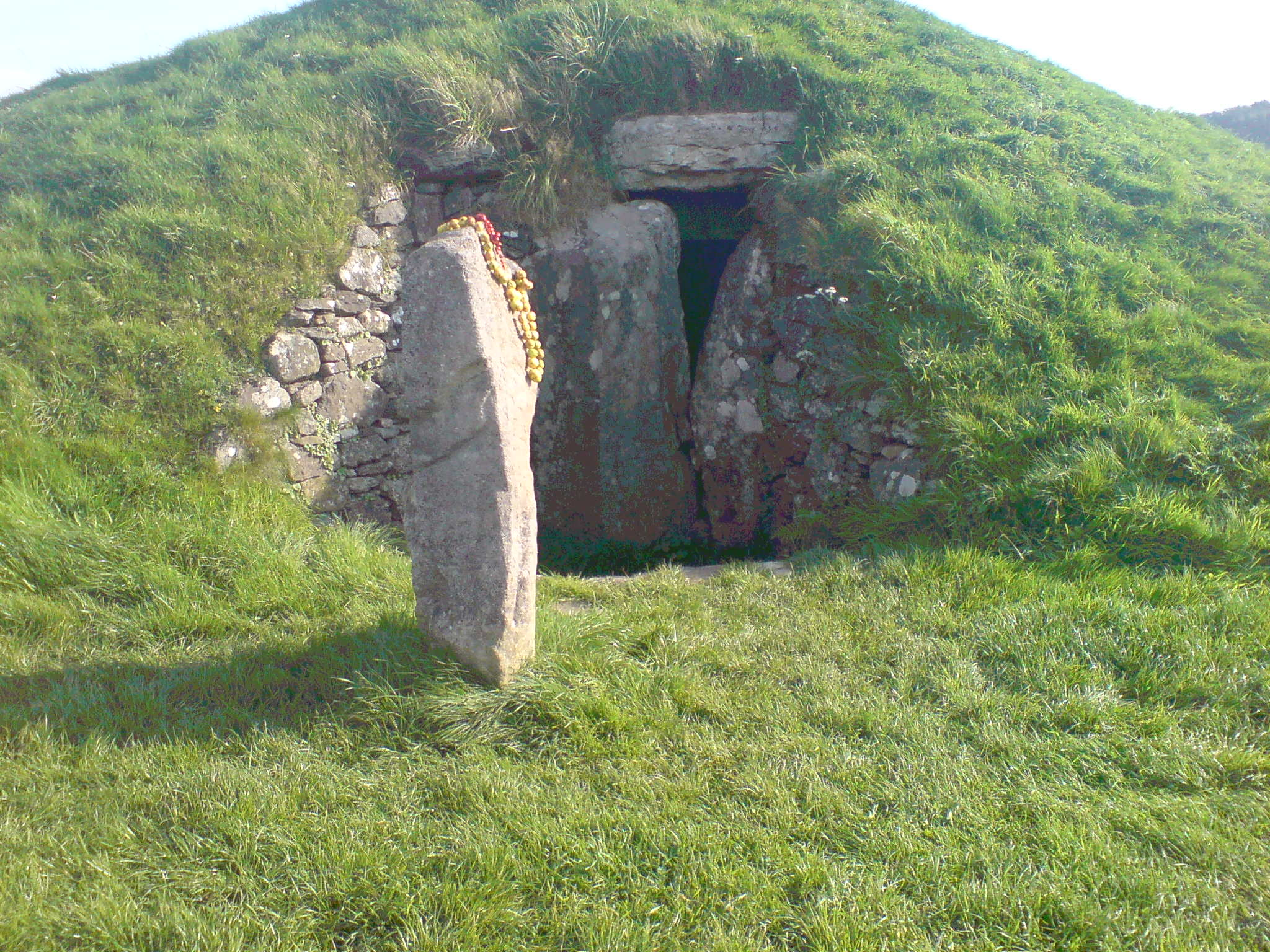
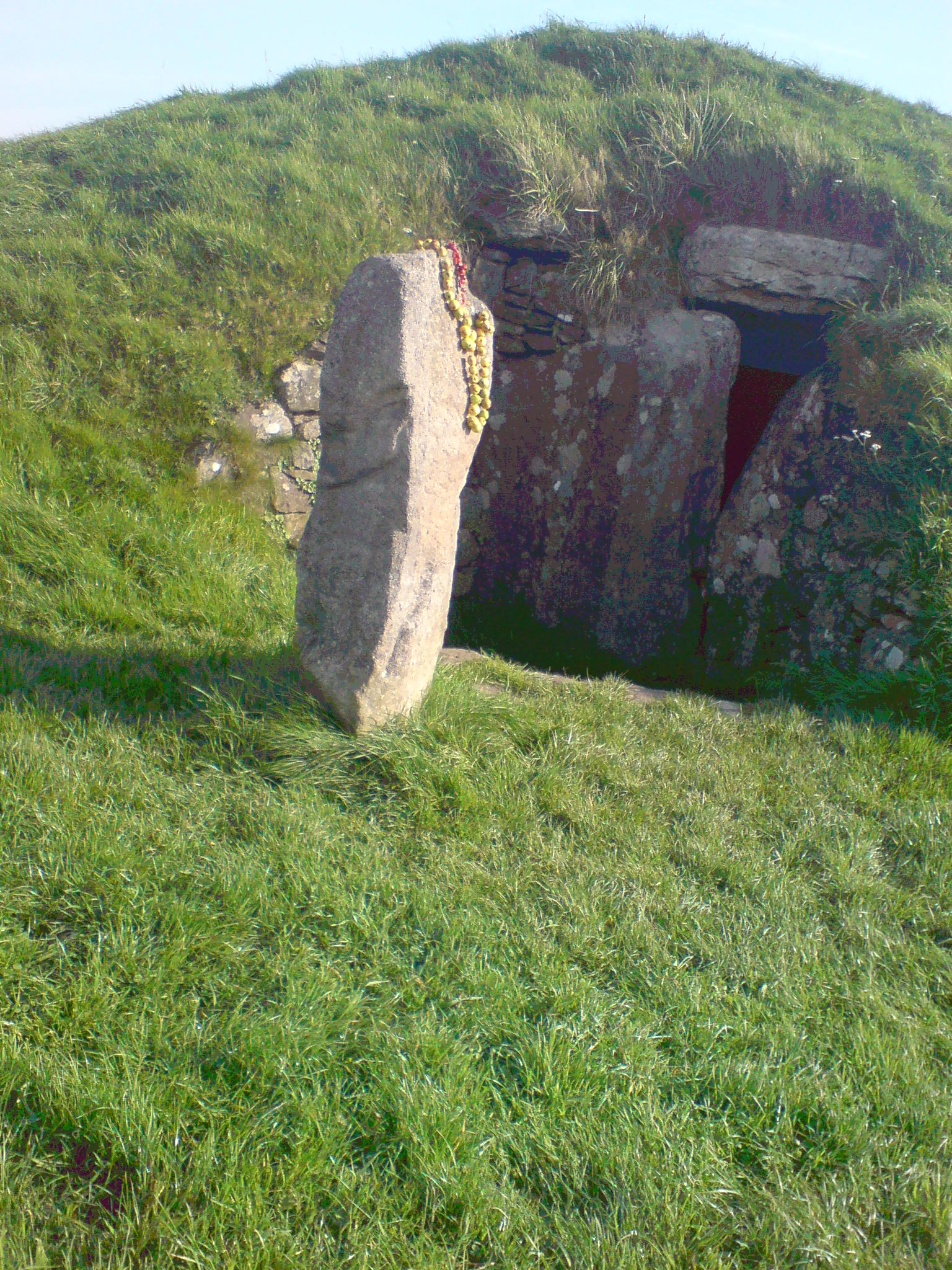
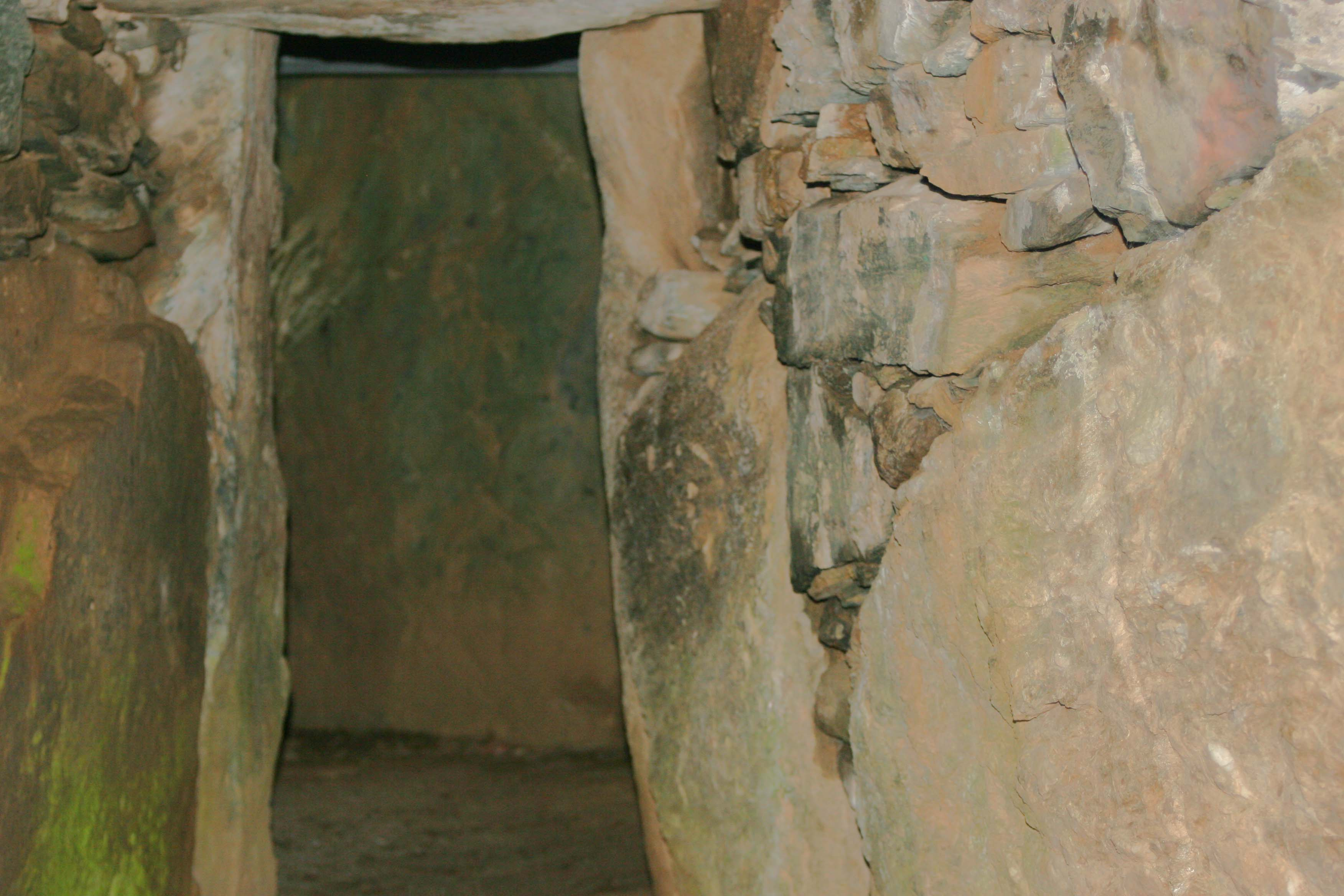

- Vora nord-est, entrada
- Vora sud-oest, pedra decorada
- Vora sud-oest, pedra decorada
- Vora sud-oest, pedra decorada
- Vista a l'interior